# E53
La ruta europea E53 és una carretera que forma part de la Xarxa de carreteres europees. Comença a Plzeň (República Txeca) i finalitza a Múnic (Alemanya). Té una longitud de 285 km. Té una orientació de nord a sud.